# Прапор Стегниківців
Хоругва (прапор) Стегниківців — один з символів села Стегниківці Тернопільського району Тернопільської області. Затверджений 21 грудня 2017 р. рішенням сесії сільської ради. 
Автори — К. Богатов.

## Опис
Квадратне полотнище поділене горизонтально на дві частини — синю і зелену — у співвідношення 11:1. Із зеленої частини виходить жовтий мурований залізничний міст висотою в 10/12 від висоти прапора, з двома арками. В першій біла шестипроменева зірка, супроводжувана вгорі половиною дуги, завершеної стрілою, внизу горизонтальним півмісяцем ріжками догори. В другій білий семираменний хрест.